# Mosaico montano de selva y pradera de Malaui meridional
El mosaico montano de selva y pradera de Malaui meridional es una ecorregión de la ecozona afrotropical, definida por WWF, que se extiende por las tierras altas del sur de Malaui

## Descripción
Es una ecorregión de pradera de montaña que ocupa 10.200 kilómetros cuadrados en el área montañosa del macizo de Mulanje, en el extremo sur de Malaui.
Limita al norte y al suroeste con la sabana arbolada de mopane del Zambeze, al noroeste con la sabana arbolada de miombo meridional, al noreste con la pradera inundada del Zambeze y al sureste con la sabana arbolada de miombo oriental.

## Estado de conservación
En peligro crítico.